# Федьков Андрій Юрійович
Андрій Юрійович Федьков (рос. Андрей Юрьевич Федьков, нар. 4 липня 1971, Ростов-на-Дону) — російський футболіст, нападник.
Насамперед відомий виступами за клуби «Кремінь», «Шахтар» (Донецьк) та «Сокол» (Саратов), а також національну збірну Росії.

## Клубна кар'єра
У дорослому футболі дебютував 1988 року виступами за команду клубу «Ростсельмаш», за яку того року провів дві гри в чемпіонаті СРСР. 
Згодом з 1989 по 1992 рік грав у складі команд клубів «СКА (Ростов-на-Дону)» та «Ростсельмаш».
Своєю грою за останню команду привернув увагу представників тренерського штабу українського клубу «Кремінь», до складу якого приєднався 1992 року. Відіграв за кременчуцьку команду наступні три сезони своєї ігрової кар'єри. Більшість часу, проведеного у складі «Кременя», був основним гравцем атакувальної ланки команди. Протягом 1995—1996 років грав на умовах оренди за «ЦСКА-Борисфен» та «Шахтар» (Донецьк), після чого ще на один сезон повертався до «Кременя».
Протягом 1997—1999 років грав за «Балтику».
З 2000 року три сезони захищав кольори команди клубу «Сокол» (Саратов). Граючи у складі саратовського «Сокола» також здебільшого виходив на поле в основному складі команди. У складі саратовського «Сокола» був одним з головних бомбардирів команди, маючи середню результативність на рівні 0,47 голу за гру першості.
З 2004 по 2007 рік продовжував кар'єру в клубах «Терек» та «СКА (Ростов-на-Дону)».
Завершив професійну ігрову кар'єру у нижчоліговому клубі «Шексна», за команду якого виступав протягом 2008 року.

## Виступи за збірну
2001 року дебютував в офіційних матчах у складі національної збірної Росії. Протягом кар'єри у національній команді, яка тривала усього один рік, провів у формі головної команди країни 2 матчі.

## Статистика виступів

### Статистика виступів за збірну
| Дата       | Місто      | Господарі  | Результат | Гості | Турнір            | Голи | Примітки |
| ---------- | ---------- | ---------- | --------- | ----- | ----------------- | ---- | -------- |
| 25/04/2001 | Белград    | Югославія  | 0 – 1     | Росія | Відбір до ЧС 2002 | -    | 46'      |
| 06/06/2001 | Люксембург | Люксембург | 1 – 2     | Росія | Відбір до ЧС 2002 | -    | 66'      |
| Усього     |            | Матчів     | 2         |       | Голів             | 0    |          |

## Титули і досягнення
- Володар Кубка Росії (1):

Терек: 2003-04